# Amber (Indie)
Amber (hindi आमेर) – część miasta Jaipur w północno-zachodnich Indiach, w stanie Radżastan. Znana przede wszystkich z kompleksu budowli obronnych i pałacowych Fort Amber.